# Integral der Bewegung
Ein Integral der Bewegung oder erstes Integral (englisch first integral) ist für ein gegebenes dynamisches System eine Funktion, die längs einer Bahnkurve des Systems konstant ist. Ein einfaches Beispiel ist die horizontale Bewegung, bei der die Höhe ein Integral der Bewegung ist. Der Name rührt daher, dass in praktischen Problemen diese Größen oft dadurch auffallen, dass ihre Zeitableitung verschwindet. Ihr Wert ergibt sich dann aus der Integration über die Zeit als Integrationskonstante.
Die ersten Integrale müssen die Bewegung nicht einschränken und sind dann eher Klassifikationsmerkmale eines Bewegungstyps. Häufig lassen die Integrale auf den weiteren Bahnverlauf schließen und helfen bei der Lösung der Bewegungsgleichungen. In den Erhaltungsgrößen haben die ersten Integrale Vertreter mit fundamentaler Bedeutung, siehe auch #Bekannte erste Integrale. Eines der ersten je gefundenen Integrale der Bewegung ist die Vis viva, die Gottfried Wilhelm Leibniz 1686 beim elastischen Stoß entdeckte.
Eine explizite Abhängigkeit der Integrale von der Zeit wie im zweiten der aufgeführten #Beispiele ist je nach Quelle erlaubt oder nicht und die Integrale werden auch Bewegungskonstanten genannt oder davon unterschieden.

## Definitionen
In der Literatur finden sich unterschiedlich formulierte Definitionen: (t ist die unabhängige Variable (Zeit), x ∈ V ⊆ ℝⁿ die Lösungsfunktion (Ort) und v die Zeitableitung von x)
- Ein Integral der Bewegung eines Bewegungstyps ist eine Funktion F(x,v), die auf einer beliebigen Bahn des Bewegungstyps konstant ist und nur von der Bahn als Ganzem und damit allein von den Anfangsbedingungen abhängt.[1]
- Das Integral der Bewegung ist eine Funktion der Koordinaten, die entlang einer Phasenraum-Trajektorie konstant bleibt.[4]
- Ein Integral der Bewegung ist für ein gegebenes dynamisches System jede reellwertige, unendlich oft differenzierbare Funktion (∈ C∞), die längs der Integralkurven des dem System zugrunde liegenden Vektorfelds konstant ist.[3]
- Ein erstes Integral einer gewöhnlichen Differentialgleichung D(t,x,v) = 0 ist eine (nicht konstante) stetig differenzierbare Funktion F(t,x), die auf einer Lösung x(t) von D = 0 lokal konstant ist.[5]
- Erste Integrale des zweiten Newtonschen Gesetzes Kraft gleich Masse mal Beschleunigung heißen Gleichungen der Form F(x,v,t) = const. von der Beschaffenheit, dass die Zeitableitung dF/dt vermöge des Newtonschen Gesetzes identisch verschwindet.[2]

## Allgemeines
Die Punktmechanik betrachtet die Bewegung von Massenpunkten, bei denen ein erstes Integral nur vom Ort und der Geschwindigkeit des Punkts abhängt aber entlang einer Bahnkurve unveränderlich ist. Der Wert der Konstanten steht daher mit den Anfangsbedingungen fest, also der Ausgangsposition und der Anfangsgeschwindigkeit. Können für ein derartiges System sechs unabhängige Integrale gefunden werden, so kann aus ihnen der Ort als Funktion der Zeit und der Anfangsbedingungen bestimmt werden, womit die Bahnkurve vollständig bekannt ist.
In der Theorie des schweren Kreisels existieren immer drei erste Integrale (der Euler-Poisson-Gleichungen) bei sechs Unbekannten. Wenn noch ein viertes Integral gefunden wird, dann kann mit einer von Carl Gustav Jacob Jacobi ersonnenen Methode noch ein fünftes Integral konstruiert werden, womit die Bewegungsgleichungen gelöst sind. Denn eine der sechs Unbekannten übernimmt die Rolle der unabhängigen Variable, da die Zeit in den Gleichungen nicht explizit vorkommt.
In physikalischen Gesetzen sind Bewegungsgleichungen in der Regel Systeme von Differentialgleichungen zweiter Ordnung, wie Newton’s Gravitationsgesetz oder das Coulomb-Gesetz. Eine nur vom Ort und der Geschwindigkeit abhängende Konstante lässt sich in solchen Systemen durch fortgesetzte Zeitableitung der Bewegungsgleichung in eine Taylor-Reihe entwickeln, siehe Lösung des N-Körper-Problems mit einer Taylor-Reihe. Meist wird unter einem ersten Integral jedoch eine Funktion verstanden, die in einfacher Weise aus elementaren Funktionen ihrer Argumente aufgebaut ist, wobei gelegentlich auch noch eine Quadratur auszuführen ist.
Generell bleiben die Größen nur unter speziellen, idealisierten Bedingungen – im mathematischen Modell – unveränderlich, wie zum Beispiel die Gesamtenergie in einem isolierten System. Denn die Unterdrückung jedweder Wechselwirkung des Systems mit seiner Umgebung lässt sich in der Realität nur temporär und näherungsweise sicherstellen, siehe Irreversibler Prozess.

## Beispiele
Bei konstanter Beschleunigung ist {\displaystyle {\ddot {x}}=c}, wo c eine Konstante ist und die Überpunkte die zweite Zeitableitung bilden. Die Funktion
{\displaystyle F(x,{\dot {x}})={\frac {{\dot {x}}^{2}}{2}}-cx={\text{const.}}}
ist dann ein Integral der Bewegung, was sich durch Ableitung nach der Zeit nachprüfen lässt.
Ein Beispiel mit expliziter Abhängigkeit des Integrals von der Zeit liefert die gleichförmige Bewegung {\displaystyle {\dot {x}}=v}. Bei ihr ist
{\displaystyle F(x,t)=x-vt}
konstant. Wenn das Skalarprodukt „·“ der Beschleunigung {\displaystyle {\ddot {\vec {x}}}} mit der Geschwindigkeit {\displaystyle {\dot {\vec {x}}}} jederzeit verschwindet, die beiden Vektoren also jederzeit senkrecht zueinander sind, dann ist das Geschwindigkeitsquadrat ein Integral der Bewegung:
{\displaystyle F({\vec {x}},{\dot {\vec {x}}})={\dot {\vec {x}}}\cdot {\dot {\vec {x}}}}
Wenn die Beschleunigung proportional zum Ortsvektor ist, {\displaystyle {\ddot {\vec {x}}}=f({\vec {x}}){\vec {x}}} mit skalarem f und Komponenten {\displaystyle {\ddot {x}}_{i}={\ddot {\vec {x}}}\cdot {\hat {e}}_{i}=f({\vec {x}})x_{i}} bezüglich der Standardbasis êi, dann sind die Differenzen
{\displaystyle F_{ij}({\vec {x}},{\dot {\vec {x}}})={\dot {x}}_{i}x_{j}-x_{i}{\dot {x}}_{j}}
Konstanten der Bewegung. Im zwei- und dreidimensionalen Raum unserer Anschauung sind dies die Komponenten des Drehimpulses, der demnach unter den gegebenen Bedingungen, zum Beispiel in einem Zentralkraftfeld, ein Integral der Bewegung ist.

## Methoden zur Gewinnung der Integrale
Folgende Methoden sind bei der Gewinnung der Integrale gebräuchlich:
- Bei der mehr oder weniger systematischen Suche nach Zusammenhängen in experimentellen oder numerisch simulierten Daten können Konstanten auffallen und im Nachhinein als solche anhand der Bewegungsgleichungen mathematisch nachgewiesen werden.
- In der Kreiseltheorie wurden mit Erfolg allgemeine, mit Parametern versehene Ansätze gemacht und anhand der Bewegungsgleichungen diejenigen Parameter gesucht, die auf Konstanten führen.
- Im Lagrange-Formalismus weisen zyklische Koordinaten auf erste Integrale hin.
- Mit dem Hamilton-Jacobi-Formalismus werden systematisch zyklische Koordinaten konstruiert, wobei sich das Auffinden eines Integrals auf die Lösung der Hamilton-Jacobi-Differentialgleichung verlagert.

## Bekannte erste Integrale
Die folgende Liste gibt eine Auswahl an ersten Integralen:
- Fluidmechanik: Bernoulli-Gleichung
- Punktmechanik: Spezifische Bahnenergie
- Kreiseltheorie: Jelletts Integral beim Spielkreisel, vertikaler Drehimpuls beim schweren Kreisel, axialer Drehimpuls beim schweren symmetrischen Kreisel und die Kowalewskaja-Konstante beim Kowalewskaja-Kreisel

In abgeschlossenen Systemen:
- Klassische Mechanik: Masse
- Elektrizitätslehre: Elektrische Ladung
- Thermodynamik: Innere Energie
- Physik insgesamt: Gesamtenergie, Impuls, Drehimpuls